# 3-metilpentano
Il 3-metilpentano è un idrocarburo alifatico, isomero strutturale dell'esano e dell'isoesano.